# Famille Goullet de Rugy
Pour les articles homonymes, voir Goullet et Rugy.
La famille Goullet de Rugy est une famille subsistante de la noblesse française originaire de Metz.
Elle compte parmi ses membres un capitaine de la grande fauconnerie de France, un conseiller au parlement de Metz, des officiers supérieurs et généraux dont plusieurs ont servi dans l'artillerie et ont été décorés de l'ordre de Saint-Louis, un polytechnicien, un président de l'Assemblée nationale puis ministre d'État, ministre de la transition écologique et solidaire (François de Rugy) sous la Cinquième République, etc.

## Origines
Dans son Armorial général de France, Louis Pierre d'Hozier précise que les Goullet de Rugy, mentionnés sous l'Ancien Régime à Metz en Moselle, étaient de confession protestante jusqu'à la révocation de l'édit de Nantes.

## Noblesse
La famille Goullet de Rugy reçut en avril 1785 des lettres de confirmation et d'anoblissement « en tant que de besoin ».
D'Hozier donne copie des lettres de confirmation et d'anoblissement « en tant que de  besoin » données par le roi Louis XVI à Jean Melchior Goullet de Rugy en avril 1785. Ces lettres rapportent une tradition prétendant que la famille Goullet aurait été anoblie par le roi Charles VI toutefois cette tradition n'est pas confirmée à ce jour. Cette famille a pu être confondue avec une autre famille des Trois Évêchés, noble d'extraction, qui comptait parmi ses membres Jean Goulet, dit le Capitaine balafré, à cause d'une blessure reçue en combattant à la tête d'une compagnie de gendarmes sous le règne du roi Henri IV. Alexandre Pierre Goulet de Montlibert, seigneur de Secourt, né à Metz le 14 juin 1710, reçu conseiller au Parlement de Metz le 22 juin 1730, en remplacement de son grand-père maternel Pierre-François Lefebvre, mort en 1740. Il était le fils de Maximilien Goulet, chevalier, seigneur de Secourt, brigadier ingénieur des armées du roi, et de Marie-Marguerite Lefèbvre de Vulmont. Il a laissé une fille Anne Goulet de Montlibert, née à Metz en 1736, mariée à Jacques-François de Candale, baron du Lau, capitaine au Régiment de Bourbonnais.
Selon Régis Valette la famille Goullet de Rugy a accédé à la noblesse en 1765 par l'exercice d'une charge au parlement de Metz. D'Hozier mentionne en effet un membre de la famille Goullet de Rugy qui fut conseiller au parlement de Metz mais la charge de conseiller au sein de ce parlement ne donnait la noblesse qu'au terme de la deuxième génération d'exercice successif de la dite charge (noblesse graduelle). Il s'agit de Philippe-Auguste Goullet (1724-1810) qui n'a pas contracté d'alliance. Cette information de Régis Valette ne semble ainsi pas fondée.
La famille Goullet de Rugy a été admise en 1945 au sein de l'Association d'entraide de la noblesse française (ANF).

## Possessions
- Crespy
- Rugy : d'Hozier précise que la famille Goullet a acquis ce fief au XVIIe siècle de la famille Petitjean, seigneurs de Rugy, en Moselle. David Goullet épouse Judith Petitjean le 23 juin 1675 au temple de Metz (en secondes noces car il était veuf), celle-ci était la fille de Charles Petitjean, seigneur de Rugy (1622-1720), et d'Élisabeth de Moranville (1630-1681), d'une famille calviniste. C'est ce mariage qui fait entrer la terre de Rugy dans la famille Goullet[1].

## Généalogie

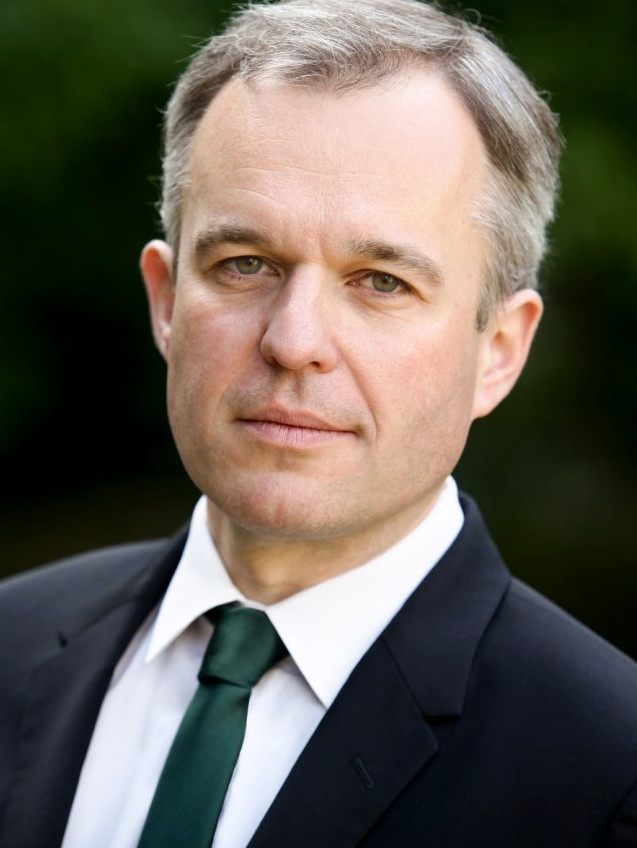
François Goullet de Rugy
dit François de Rugy.

(Tableau de descendance non exhaustif)
- Droin Goullet, aman[Note 1] à Metz au début du XVIe siècle[3], marié à Metz à Catherine Braconnier laisse plusieurs enfants : Claudon mariée le 20 décembre 1579 avec Jean Dubois ; David Goullet ; Jean Goullet, l'aîné ; Jean Goullet, qui suit ; Judith Goullet (1583-1668), mariée le 11 mai 1583 à Metz avec Peter Schott, fils de Konrad, né à Braunfels, horloger à Metz. Les prénoms David et Judith indiquent qu'ils sont protestants.
- Jean Goullet le vieux, marchand à Metz, épouse le 21 février 1599 Suzanne Dubois qui lui donne plusieurs enfants dont :
- Jean Goullet le jeune, marchand, diacre de l'église de Sauzel établie à Metz pour le culte de la religion prétendue réformée, il épouse en 1624 Suzanne Mongin, et de cette union naît :
- David Goullet (1627-1705), sieur de Crespy, marchand, conseiller échevin de la ville de Metz en 1673, x en 1657 Suzanne Jennet. De cette union naissent douze enfants. Veuf, il épouse à l'église réformée de Metz le 23 juin 1675[1],[6],[7] Judith Petitjean, héritière de Rugy. De cette union naissent dix enfants, dont deux ont eu un destin remarquable :
  - Louis-Auguste Goullet, écuyer, seigneur de Rugy (1686-1754), nommé capitaine de la grande fauconnerie de France, il meurt à Paris. Il s'était marié en 1719 à Antoinette Suzanne Charpentier qui lui donne une fille :
    - Madeleine Suzanne Goullet de Rugy (1720-1777) x en 1743 Jean-Anne de Grégoire, marquis de Saint-Sauveur (1705-), écuyer du roi et de Mgr le Dauphin[1] futur père du roi Louis XVI. On leur connaît une fille, Louise-Jeanne-Josèphe Grégoire dite la Marquise de Saint-Sauveur (1745-1816/), sous-gouvernantes des enfants du Dauphin[8], et un fils: Jean-Baptiste Amédée Grégoire de Saint-Sauveur (1750-), chambellan du comte d'Artois, x Élisabeth Joussineau de Tourdonnet (1760), fille de Louis-Joseph Joussineau de Tourdonnet (1720-1787), créateur du Haras de Pompadour et d'Élisabeth Gillet de Chamblay, dont un fils connu : Auguste de Saint-Sauveur, gentilhomme de la chambre du roi Charles X, mort en 1835 à Spa.

  - Pierre-Philippe Goullet (1689-1749), écuyer, seigneur en partie de Rugy, x le 21 août 1719 à l'église Saint-Livier de Metz avec Marie-Madeleine Le Coq (1696-1782), président des traites foraines dans la généralité de Metz, charge qui permettait un grand enrichissement.
    - Charles-Alexandre Goullet de Vigy (1722-1787), écuyer, seigneur de Rugy, colonel au corps royal d'artillerie et chevalier de Saint-Louis, sans alliance.
    - Philippe-Auguste Goullet (1724-1810), écuyer, reçu conseiller au Parlement de Metz le 1er mars 1765, l'un des deux conseillers requis le 22 novembre 1770 pour présider la Chambre des requêtes, sans alliance[3].
    - Louis Auguste Goullet de Saint-Paul (Metz 1725-1814), lieutenant-colonel d'artillerie et chevalier de Saint-Louis, sans alliance.
    - Jean Melchior Goullet de Rugy (1727-1813), écuyer, x en 1759 Marguerite d'Herbelet (1726-1766), maréchal de camp d'artillerie en 1788 et chevalier de Saint-Louis, il est commandant particulier du corps et de l'école des mineurs de l'artillerie française sous le règne du roi Louis XVI, il reçut des lettres de confirmation de noblesse et d'anoblissement en tant que de besoin en avril 1785[1]. Il passait pour le plus habile[1] ou l'un des premiers ingénieurs de l'Europe[9].
      - Jean Baptiste Albert Thomas Goullet, puis Goullet de Rugy (1763-1844) x en 1797 Marie Anne Tardif de Petitville (1777-1849), capitaine en 1787, il est envoyé en mission à Naples, il rentre en France en 1794 avec le grade de colonel d'artillerie qui lui est confirmé en 1814 et il est fait chevalier de Saint-Louis à la même époque, il est associé correspondant de l'Académie des sciences, arts et belles-lettres de Caen (première académie en France après l'Académie française). Le maréchal de Ségur le nomme dans une commission militaire où il est chargé de la refonte des bouches à feu du système Gribeauval[10],[11]. A laissé quatre enfants[3].
        - Jean Melchior II Adolphe Goullet de Rugy (1798-1867), officier aux Hussards de la garde royale, marié en 1830 avec Amandine de Caulaincourt (1809-1858)[3].
          - Aymar Goullet de Rugy (1832-1876) x en 1867 Laurence de La Rochelambert-Montfort (1844-1876), chef d'escadron au 3e régiment de cavalerie légère, il est nommé chevalier de la Légion d'honneur le 5 mai 1871[12].
            - François Goullet de Rugy (1868-1948) x en 1900 Émilie Dufresne de La Chauvinière (1876-1954), capitaine de frégate, il est nommé chevalier de la Légion d'honneur le 30 juillet 1903 (lieutenant de vaisseau). Il est maire de la commune de Villy-Bocage de 1930 à 1944[13].
              - Aymar Goullet de Rugy (1901-1966) x en 1928 Hélène de Guillebon (1903-1989) → descendance
              - Henri Goullet de Rugy (1902-1980) x en 1930 Isaure de Mathan (1906-2002) → descendance
              - Louise Goullet de Rugy (1904-1965) x en 1926 Hervé de Quelen (1901-1994) → descendance
              - Élisabeth Goullet de Rugy (1905-1997) x en 1927 Édouard Danguy des Déserts (1900-1988) → descendance
              - Guillaume Goullet de Rugy (1907-1942), capitaine de l'armée de l'air x Françoise Danguy des Déserts
                - Marthe Goullet de Rugy x Michel Pichon
                - Dominique Goullet de Rugy x 1966 à Constantine avec Maryvonne Fritz
                  - Anne Goullet de Rugy, adjointe au maire du 11e arrondissement de Paris chargée des transports et des déplacements, en 2004[14]
                  - Manuel Goullet de Rugy x Diane Legrand
                  - François Goullet de Rugy (1973), député (2007-2018), président de l'Assemblée nationale (2017-2018), ministre d'État, ministre de la Transition écologique et solidaire (2018-2019), c Emmanuelle Bouchaud

                - Olivier Goullet de Rugy x Annick du Plessis d'Argentré
                  - Stéphane Goullet de Rugy
                  - Florent Goullet de Rugy
                  - Ghislain Goullet de Rugy
                  - Grégoire Goullet de Rugy
                  - Raphaël Goullet de Rugy
                  - Cyrille Goullet de Rugy

              - Robert Goullet de Rugy (1911-1959) x Monique Colin, capitaine de frégate, il commande en second l'École navale[15].
              - Thibaut Goullet de Rugy (1912-2006) x Renée Denize (1927), il fut matelot à bord du Pourquoi-pas ? [16], et plus tard pasteur à Désaignes (Ardèche) [17].
                - Didier Goullet de Rugy
                  - Jérémy Goullet de Rugy (1992)
                  - Benjamin Goullet de Rugy

                - Paul Goullet de Rugy (1953)
                  - Théo Goullet de Rugy (1989)
                  - Titouan Goullet de Rugy (1993)

                - Isabelle Goullet de Rugy
                  - Lounis Ghanty de Rugy (1982)
                  - Katia Ghanty de Rugy (1986)
                  - Yann Ghanty de Rugy (1992)

                - Benedicte Goullet de Rugy
                  - Pierre Ecuvillon (1986)
                    - Blanche Ecuvillon (2016)
                    - Diane Ecuvillon (2019)

              - Monique Goullet de Rugy x Pierre Le Bouteiller (1912-1992)

        - Anne Françoise Goullet de Rugy (1799- ) x en 1821 Aimé-François Marchal de Corny
        - Philippe Auguste Goullet de Rugy (1802-1884) x en 1835 Amélie Charlotte Éléonore de Beaufort (1812-1857), ancien élève de l’école polytechnique (promotion 1822)[18], capitaine du génie, chevalier de la Légion d'honneur[1] → descendance
        - Marie-Anne Élisabeth Goullet de Rugy (1806-1881) x en 1838 Charles-César Coustant d'Yanville, conseiller à la Cour des Comptes.

    - Jean Pierre Goullet de Latour (1730-1809), écuyer, officier au corps royal d'artillerie de Haute-Normandie, puis dans la Guerre d'Amérique, maréchal de camp d'artillerie en 1791, chevalier de Saint-Louis, décoré de l'ordre américain de Cincinnatus, sans alliance, mais on lui connaît une liaison vers 1782 avec Françoise-Charlotte Picard d'Esche (1754-1788), fille de Nicolas-Joseph Picard, sieur d'Eisch, avocat au parlement de Metz.
    - Louis Auguste Goullet de Saint-Paul (1734-1814), écuyer, lieutenant-colonel d'artillerie, chevalier de Saint-Louis

## Alliances
Les principales alliances de la famille Goullet de Rugy sont : Braconnier (XVIe siècle), Dubois (1579 et 1599), Schott (1583), Mongin (1624), Jennet (1657), Petitjean (1675),, Charpentier (1719), Le Coq (1719), de Grégoire de Saint-Sauveur (1743), de Lasalle (1759), d'Herbelet (1759), Picard d'Eisch (1782), Tardif de Petiville (1797), Marchal de Corny (1821), de Caulaincourt (1830), de Beaufort (1835), Coustant d'Yanville (1838), de Romanet (1858), de Redon (1858), Bigot de Morogues (1861), de La Rochelambert (1867), Dufresne de La Chauvinière (1900), du Plessis d'Argentré, Denize, Danguy des Déserts (1927), de Guillebon (1928), Colin-Barrand, Le Bouteiller, de Mathan (1930), Bernard de Courville (1946), du Plessis de Grenédan (1964),  Mazier de Montbrillant (1970).

## Armes
- Goullet de Rugy : D'azur au lion d'or grimpant une fontaine d'argent[1]

## Pour approfondir